# Slavonski dukati
Slavonski dukati tamburaški su sastav iz Slavonije.

## Povijest
Sastav je osnovao Ivica Grujo - Ićo 1995. godine, nakon što je te iste godine napustio Slavonske Lole usred Požeškog festivala, gdje je ta grupa prvi put izvela veliki hit "Moj bagreme". Sastav se trebao zvati "Crni 6", ali zbog sudskog procesa u tijeku to nije bilo moguće, pa je sastav nazvan "Mladi 6".
Dugo se tražio adekvatan pjevač. Željko Witovsky prvi se zadržao duže vrijeme u grupi, te izdao prva dva albuma grupe. Nakon njega na mjesto prvog vokala došao je Branko Ilakovac, mladi pjevač rodom iz Velike Kopanice, koji se u sastavu zadržao do 2000. godine. S njim u sastavu grupa je izdala sljedećih pet albuma. Nakon toga u sastav je došla Marija Pavković–Snaša što je izazvalo negodovanje četvorice dotadašnjih članova, pa je Ivica Grujo promijenio kompletnu postavu u kojoj danas, uz njega i Snašu sviraju: Tomislav Markovac, Mato Grujo, Tomislav i Dario Papac. 
Nakon 11 godina sviranja pod imenom "Mladi 6" sastav se odlučio za promjenu. Posljednji nastup kao "Mladi 6" sastav je imao na 11. HRF-u, gdje su izveli naslovnu skladbu s novog albuma "Nije na prodaju". Novo ime, koje je koristio Ivica Grujo na početku svoje glazbene karijere, postalo je "Slavonski dukati". Pjesma "Nije na prodaju" drugačija je od svega što su do sada uradili, te za sada jedinstvena u repertoaru.
Od početka 2007. Marija Pavković počela je nastupati i pod vlastitim imenom. U sastavu smatraju da je to dobro za promociju "Slavonskih dukata".

## Članovi
- Ivica Grujo - Ićo, prim
- Zoran Sesar - Brca, bas
- Goran Tunuković - Gogi, kontra
- Dario Udovičić - Daro, basprim I, vokal
- Igor Gujaš - Gugi, basprim II

Bivši članovi
- Željko Witovsky - pjevač
- Branko Ilakovac - pjevač
- Dominik Botica
- Željko BalentiĆ
- Igor Vilović
- Marija Pavković-Snaša
- Tomislav Markovac-Tošo
- Mato Grujo
- Tomislav Papac
- Dario Papac

## Diskografija

### Studijski albumi
Mladi 6
- Misečino sjajna / Oj mladosti, moj nevene / Moj bagreme (1997., Orfej)
- Momačka je tuga prevelika (1998., Orfej)
- Ja sam rođen tamo u ravnici (1998., Croatia Records)
- Vječni šesnaest (2000., Croatia Records)
- Za dobrim se diže prašina (2000., Croatia Records)
- U novom ruhu (2001., Orfej)
- 'Ko se voli, taj se svađa (2001., Memphis Zagreb)
- Pukni srce & instrumentali (2005., Orfej)
- Nije na prodaju (2007., Croatia Records) (12 autorskih pjesama + 10 obrada tradicionalnih instrumentalnih evergreena)

Slavonski dukati
- Najljepši narodni hitovi (2007., Suzy)
- Šokac (2009., Hit Records)
- Božić uz Slavonske Dukate (2010., Hit Records)
- Krunoslav Slabinac Kićo & Slavonski Dukati - Vesela je šokadija ‎(2010., Aquarius Records)
- Sin sam zlatnih žitnih polja (2013., Campus)
- Slavonija najmilija (2015., Croatia Records)
- Inati se naša Slavonijo (2018., Campus)